# Milosav Marjanović
Pour les articles homonymes, voir Marjanović.
Milosav Marjanović (en serbe cyrillique : Милосав Марјановић ; né le 24 août 1931 à Krstac près de Nikšić et mort le 9 mai 2023 à Belgrade) est un mathématicien serbe. Ancien professeur à la Faculté de mathématiques de l'université de Belgrade, il est membre de l'Académie serbe des sciences et des arts.
Milosav Marjanović a passé son doctorat à l'université de Belgrade en 1964, avec une thèse intitulée Moore-Smith-ova konvergencija u opštoj topologiji.